# Patinatge artístic als Jocs Olímpics d'hivern de 1992 - Parelles
Als Jocs Olímpics d'Hivern de 1992 celebrats a la ciutat d'Albertville (França) es disputà una prova de patinatge artístic sobre gel en categoria mixta per parelles que formà part del programa oficial dels Jocs.
La competició se celebrà entre els dies 10 i 12 de febrer de 1992 a les instal·lacions del Halle Olympique, situat al costat del Théâtre des Cérémonies.

## Comitès participants
Hi participaren un total de 36 patindors d'11 comitès nacionals diferents.
| - Alemanya (4) - Austràlia (2) - Canadà (6) - Corea del Nord (2) - Equip Unificat (6) - Estats Units (6) |  | - França (2) - Itàlia (2) - Japó (2) - Regne Unit (2) - Txecoslovàquia (2) |

## Resum de medalles
| Or                                                | Argent                                    | Bronze                                  |
| Equip Unificat Natàlia Mixkutiónok Artur Dmítriev | Equip Unificat Ielena Betxke Denís Petrov | Canadà Isabelle Brasseur · Lloyd Eisler |

## Resultats
| Posició | Nom                                  | CON            | PC | PL | Pts. |
| ------- | ------------------------------------ | -------------- | -- | -- | ---- |
| 1       | Natalia Mishkutenok / Artur Dmitriev | Equip Unificat | 1  | 1  | 1.5  |
| 2       | Elena Bechke / Denis Petrov          | Equip Unificat | 2  | 2  | 3.0  |
| 3       | Isabelle Brasseur / Lloyd Eisler     | Canadà         | 3  | 3  | 4.5  |
| 4       | Radka Kovariková / René Novotný      | Txecoslovàquia | 4  | 4  | 6.0  |
| 5       | Yevgenya Shishkova / Vadim Naumov    | Equip Unificat | 5  | 5  | 7.5  |
| 6       | Natasha Kuchiki / Todd Sand          | Estats Units   | 6  | 6  | 9.0  |
| 7       | Peggy Schwartz / Alexander König     | Alemanya       | 8  | 7  | 11.5 |
| 8       | Mandy Wötzel / Axel Rauschenbach     | Alemanya       | 10 | 8  | 13.0 |
| 9       | Christine Hough / Doug Ladret        | Canadà         | 9  | 10 | 14.5 |
| 10      | Calla Urbanski / Rocky Marval        | Estats Units   | 7  | 11 | 14.5 |
| 11      | Jenni Meno / Scott Wendland          | Estats Units   | 12 | 9  | 15.0 |
| 12      | Sherry Ball / Kristofer Wirtz        | Canadà         | 11 | 12 | 17.5 |
| 13      | Danielle Carr / Stephen Carr         | Austràlia      | 13 | 13 | 19.5 |
| 14      | Rena Inoue / Tomoaki Koyama          | Japó           | 14 | 14 | 21.0 |
| 15      | Anna Tabacchi / Massimo Salvade      | Itàlia         | 15 | 15 | 22.5 |
| 16      | Line Haddad / Sylvain Prive          | França         | 16 | 16 | 24.0 |
| 17      | Kathryn Pritchard / Jason Briggs     | Regne Unit     | 17 | 17 | 25.5 |
| 18      | Ok Ran Ko / Gwang Ho Kim             | Corea del Nord | 18 | 18 | 27.0 |